# قشلاق سیدلر موسی
قشلاق سیدلر موسی یک روستا در ایران است که در دهستان قشلاق جنوبی واقع شده‌است.